# Autoportret (obraz Amedeo Modiglianiego)
 Autoportret – obraz olejny namalowany w 1919 w Paryżu przez włoskiego malarza Amedeo Modiglianiego. Nr kat.: Ceroni 337.

## Historia i opis
Modigliani, który w ciągu swego życia zajmował się malowaniem portretów, samego siebie sportretował dopiero w 1919, na krótko przed śmiercią. Obraz jest utrzymany w jasnych, pastelowych kolorach i ukazuje artystę siedzącego na krześle, ubranego w grubą kurtkę, z szalikiem zawiązanym pod szyją. W prawej ręce trzyma on paletę, wypełnioną różnokolorowymi farbami. Głowa artysty jest lekko odchylona do tylu. Smukła twarz jest nieprzenikniona i nieprzystępna. Uwagę zwracają oczy, ani otwarte, ani zamknięte, potęgujące wrażenie osamotnienia.  
Autoportret zainspirował pisarzy, którzy byli zafascynowani jego romantyzmem, do obszernych spekulacji co do jego przesłania. Nawet jeśli większość tych interpretacji leży w sferze przypuszczeń, uważa się, iż szczupłość i wychudzenie twarzy, jak również jej bladość i spokój, mogły być spowodowane gruźlicą.
Portret bardzo przypomina maski afrykańskie, którymi Modigliani z powodu ich prostoty i spójności zawsze był zafascynowany. Wydaje się, że artysta uchwycił tu istotę samego siebie. Zwrócił się do swoich korzeni, żeby oddać frapujących odcieni typowych dla objawów gruźlicy, sięgnął do rzeźb swego przyjaciela Brâncușiego dla oddania wystudiowanego spokoju i wreszcie do własnych emocji, żeby wyrazić głębię ciemności kryjącej się w stylizowanych oczach. Chcąc nie chcąc artysta namalował coś więcej niż własną twarz – namalował oblicze gruźlicy.